# Движение сопротивления имени Петра Алексеева
Движение сопротивления имени Петра Алексеева (ДСПА) — леворадикальная политическая организация в РФ, созданная в 2004 году по инициативе петербургского журналиста и политического активиста Дмитрия Жвания. Движение объединяло как марксистов, так и сторонников неонароднических идей. Название выбрано в честь рабочего-революционера Петра Алексеева. 21 октября 2012 года общий сбор активистов Движения сопротивления имени Петра Алексеева принял решение о самороспуске организации.

## Идеология, цели и задачи
В качестве альтернативы современному капитализму, ДСПА предлагала общество, основанное по принципу социалистического планового хозяйства и рационального использования ресурсов, с обязательным развитием рабочего и гражданского самоуправления. ДСПА поддерживало низовые гражданские инициативы и свободные рабочие профсоюзы и боролось против уничтожения уникального культурного наследия Санкт-Петербурга в области архитектуры.
Активистом ДСПА считался любой, кто согласен с Манифестом ДСПА и непосредственно участвовал в практической деятельности Движения.

## История ДСПА
ДСПА впервые заявило о себе 1 мая 2004 года, проведя акцию «прямого действия» против организованного участия партии «Единая Россия» в первомайской демонстрации в Санкт-Петербурге.
21 октября 2012 года общий сбор активистов Движения сопротивления имени Петра Алексеева принял решение о самороспуске организации с целью формирования на его основе нескольких революционных групп. Основная причина самороспуска — идеологические разногласия внутри организации.

## Направления деятельности

### Акции

Акция на колоннаде Исаакиевского собора

Главным направлением деятельности ДСПА были уличные акции. В месяц ДСПА проводило в среднем 3—4 акции прямого действия. Наибольший резонанс вызвали следующие акции ДСПА:
- Акция на колоннаде Исаакиевского собора в знак протеста против отмены прямых выборов губернаторов (28 октября 2004 года);
- Вывешивание на здании, расположенном на площади Льва Толстого баннера с надписью «Мутин — пудак!» (4 июня 2005 года)[8];
- вывешивание на одном из зданий на Невском проспекте баннера с рисунком свиного рыла и надписью ТюльпанOFF, высмеивающего спикера петербургского парламента Вадима Тюльпанова (11 сентября 2005 года), уличенного в растрате бюджетных денег на организацию вечеринки для депутатов[9];
- Вывешивание баннера с надписью «8—10 июня. Ленэкспо. Сходка воров» на крыше здания, расположенного на Невском проспекте, рядом с Аничковым мостом (8 июня 2007 года), и приведение в действие дымовых шашек[10].
- В день 140 годовщины со дня рождения Владимира Ленина активисты движения на ограде Покровской больницы вывесили баннер с надписью «Ильич, вставай! Буржуи оборзели»[11].
- Во время празднования Дня города активисты разыграли на площади перед Казанским собором в Санкт-Петербурге сценку[значимость факта?] с человеком, переодетым в палача[12].
- Вывешивание баннера «Валя, отвали!» против губернатора Санкт-Петербурга Валентины Матвиенко на крыше дома номер 100 по Невскому проспекту 20 февраля 2011 года. «Мы хотим, чтобы Матвиенко ушла, грубо говоря — отвалила. Мы всегда будем помнить, как мы провели „аномальные зимы“, с чьего разрешения был построен универмаг „Стокман“ на Невском проспекте и ликвидированы трамвайные парки, снесены петербургские дома, как и с чьего согласия милиция разгоняла мирные акции протеста. Валентине Ивановне пора на покой», — говорится в заявлении ДСПА[2][13][3][14].